# بطن مهندس معماري
بطن مهندس معماري هو فيلم من نوع دراما أُصدر في 1987. الفيلم من إنتاج شركة برونزويك، ومن توزيع Hemdale Film Corporation ‏، وهو من إخراج وسيناريو بيتر جريناواي.

## القصة
تقع أحداث الفيلم في روما.

## طاقم التمثيل
- سيرجيو فانتوني
- لامبرت ويلسون
- Geoffrey Copleston [الإنجليزية]‏
- Alfredo Varelli [الإنجليزية]‏
- Stefano Gragnani  [لغات أخرى]‏
- معدل فورلان [الإنجليزية]‏
- ستيفانيا كاسيني
- بريان دينيهي
- مارن ميتلاند
- Claudio Spadaro  [لغات أخرى]‏
- فرانشيسكو سارنيليتتا
- مارن ميتلاند
- Vanni Corbellini [الإنجليزية]‏
- Andrea Prodan [الإنجليزية]‏
- كلو ويب
- فابيو سارتور [الإنجليزية]‏

## الإنتاج
موسيقى الفيلم التصويرية كانت من تأليف ويم ميرتنز.

## وصلات خارجية
- بطن مهندس معماري على موقع IMDb (الإنجليزية)
- بطن مهندس معماري على موقع ميتاكريتيك (الإنجليزية)
- بطن مهندس معماري على موقع روتن توميتوز (الإنجليزية)
- بطن مهندس معماري على موقع نتفليكس (الإنجليزية)
- بطن مهندس معماري على موقع ألو سيني (الفرنسية)
- بطن مهندس معماري على موقع أول موفي (الإنجليزية)
- بطن مهندس معماري على موقع فيلمافينيتي (الإسبانية)
- بطن مهندس معماري على موقع قاعدة بيانات الأفلام السويدية (السويدية)
- بطن مهندس معماري على موقع قاعدة بيانات الفيلم (الإنجليزية)
- بطن مهندس معماري على موقع ليتربوكسد (الإنجليزية)